# Litell Rocks
Die Litell Rocks sind Felsvorsprünge im ostantarktischen Viktorialand. In den Usarp Mountains ragen sie 8 km östlich des nördlichen Endes der Morozumi Range aus dem unteren Abschnitt des Rennick-Gletschers auf.
Der United States Geological Survey kartierte sie anhand eigener Vermessungen und Luftaufnahmen der United States Navy aus den Jahren von 1960 bis 1962. Das Advisory Committee on Antarctic Names benannte sie 1964 nach Richard J. Litell, Verantwortlicher für Öffentlichkeitsarbeit bei der National Science Foundation, der zwischen 1960 und 1964 an vier antarktischen Sommerkampagnen teilgenommen hatte.